# Michael Umeh
Michael Daniel Chukwuma Umeh (Houston, 18 de septiembre de 1984) es un jugador de baloncesto estadounidense, de ascendencia nigeriana que actualmente se encuentra sin equipo. Posee la doble nacionalidad, compitiendo internacionalmente con la selección de Nigeria

## Trayectoria deportiva

### Universidad
Jugó cuatro temporadas con los Rebels de la Universidad de Nevada, Las Vegas, en las que promedió 7,5 puntos y 2,3 rebotes por partido. Firmó dobles figuras en 20 ocasiones.

### Profesional
Dio el salto a Europa a través del Giessen 46ers de la Bundesliga alemana donde ha permanecido dos temporadas promediando en la última campaña 14 puntos, 3 rebotes y un 43% en lanzamientos de tres puntos. Jugó posteriormente en España, Alemania Italia e Israel.
[actualizar]
Fue campeón del Torneo MWC con LTi Giessen 46ers’07.

### Selección nacional
Ha sido internacional absoluto con la selección de Nigeria.